# Autorretrato aos 13 anos
Autorretrato aos 13 anos (o título é moderno) é um desenho a Ponta de prata de Albrecht Dürer, datado de 1484, quando o artista tinha doze ou treze anos de idade. Encontra-se atualmente no Museu Albertina, em Viena, de onde chegou, através das coleções da família Imhoff em Nuremberg e das coleções dos Habsburgos, a partir dos restos literários e artísticos do próprio Dürer. É o desenho mais antigo conhecido do artista, um dos mais antigos autorretratos existentes na arte europeia e também um dos primeiros desenhos de uma criança. Foi concluído dois anos antes de Albrecht deixar o aprendizado de seu pai para estudar com Michael Wolgemut, que (alguns autores modernos especulam) ele rapidamente percebeu ser um mentor valioso, mas que o homem mais jovem pode ter reconhecido como desigual a ele em suas habilidades.